# Guillermo Quintero Calderón
Pour les articles homonymes, voir Quintero.
Guillermo Quintero Calderón, né en 1832 à Puente Nacional (Santander) et mort en 1919, est un militaire et homme politique colombien. Il est célèbre pour avoir été le président de la République de Colombie durant cinq jours seulement.

## Gouvernement des Cinq Jours
Durant la présidence de Miguel Antonio Caro, Guillermo Quintero Calderón est chef des armées. En 1895, Caro décide de se retirer momentanément dans sa propriété de Sopó. Il nomme Quintero président désigné à partir du 12 mars 1895. Quintero nomme alors immédiatement son propre gouvernement, avec le général Pedro Antonio Molina à la guerre, José María Uricoechea aux relations extérieures, Francisco Groot au trésor, José Manuel Marroquín Ricaurte à l'instruction publique et Abraham Moreno au cabinet. La présence de Moreno a pour effet les protestations des conservateurs qui se plaignent auprès de Caro. Miguel Antonio Caro revient donc rapidement à Bogota et reprend le pouvoir dès le 17 mars 1795. Quintero aura été président cinq jours seulement.